# Bourideys
Bourideys est une commune du Sud-Ouest de la France, située dans le département de la Gironde en région Nouvelle-Aquitaine.
Ses habitants sont appelés les Bourideysiens ou Bouridésiens.

## Géographie

### Localisation
Située dans la forêt des Landes et faisant partie du parc naturel régional des Landes de Gascogne, la commune se trouve, au sud du département et en limite du département des Landes, à 60 km au sud-sud-est de Bordeaux, chef-lieu du département, à 29 km au sud-ouest de Langon, chef-lieu d'arrondissement et à 12 km au sud-ouest de Villandraut, ancien chef-lieu de canton.

### Communes limitrophes
Les communes limitrophes en sont Préchac au nord-est, Cazalis au sud-est, Callen (Landes) au sud, Sore (Landes) au sud-ouest, Saint-Symphorien au nord-ouest et Saint-Léger-de-Balson au nord.
| Saint-Symphorien | Saint-Léger-de-Balson | Préchac |
|                  | Bourideys             |         |
| Sore (Landes)    | Callen (Landes)       | Cazalis |

### Hydrographie
La commune est arrosée par :
- la Hure[5] qui coule dans l'ouest de la commune et se jette, vers le nord, dans le Ciron,
- le Baillon[6], dans le nord-est du territoire communal, également affluent de rive gauche du Ciron,
- le Mouinatéou[7], affluent de rive droite du Baillon,
- l'Escourre[8], également affluent de rive droite du Baillon,
- la Barade des Puttes[9] qui coule vers le sud et alimente le bassin du Ciron

### Climat
Pour des articles plus généraux, voir Climat de la Nouvelle-Aquitaine et Climat de la Gironde.
Historiquement, la commune est exposée à un climat océanique aquitain.  
En 2020, Météo-France publie une typologie des climats de la France métropolitaine dans laquelle la commune est exposée à un climat océanique et est dans la région climatique  Aquitaine, Gascogne, caractérisée par une pluviométrie abondante au printemps, modérée en automne, un faible ensoleillement au printemps, un été chaud (19,5 °C), des vents faibles, des brouillards fréquents en automne et en hiver et des orages fréquents en été (15 à 20 jours).
Pour la période 1971-2000, la température annuelle moyenne est de 12,7 °C, avec une amplitude thermique annuelle de 14,4 °C. Le cumul annuel moyen de précipitations est de 973 mm, avec 12,2 jours de précipitations en janvier et 7,5 jours en juillet. Pour la période 1991-2020, la température moyenne annuelle observée sur la station météorologique la plus proche, située sur la commune de Sauternes à 20,21 km à vol d'oiseau, est de 0,0 °C et le cumul annuel moyen de précipitations est de 0,0 mm,. Pour l'avenir, les paramètres climatiques de la commune estimés pour 2050 selon différents scénarios d’émission de gaz à effet de serre sont consultables sur un site dédié publié par Météo-France en novembre 2022.

## Urbanisme

### Typologie
Au 1er janvier 2024, Bourideys est catégorisée commune rurale à habitat très dispersé, selon la nouvelle grille communale de densité à sept niveaux définie par l'Insee en 2022.
Elle est située hors unité urbaine et hors attraction des villes,.

### Occupation des sols

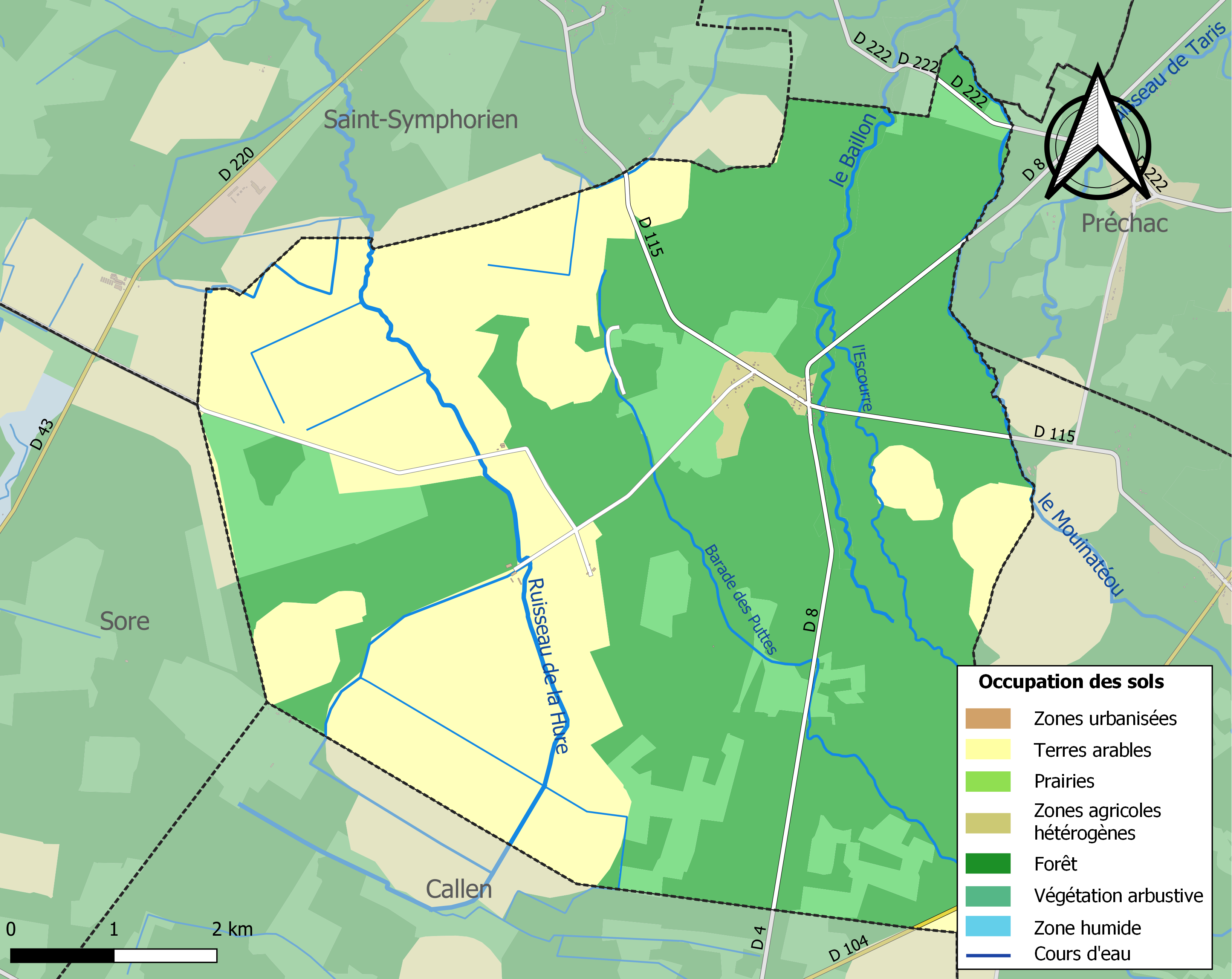
Carte des infrastructures et de l'occupation des sols de la commune en 2018 (CLC).

L'occupation des sols de la commune, telle qu'elle ressort de la base de données européenne d’occupation biophysique des sols Corine Land Cover (CLC), est marquée par l'importance des forêts et milieux semi-naturels (65 % en 2018), en diminution par rapport à 1990 (66,9 %). La répartition détaillée en 2018 est la suivante : 
forêts (53,9 %), terres arables (34,1 %), milieux à végétation arbustive et/ou herbacée (11,1 %), zones agricoles hétérogènes (1 %). L'évolution de l’occupation des sols de la commune et de ses infrastructures peut être observée sur les différentes représentations cartographiques du territoire : la carte de Cassini (XVIIIe siècle), la carte d'état-major (1820-1866) et les cartes ou photos aériennes de l'IGN pour la période actuelle (1950 à aujourd'hui).

### Voies de communication et transports
Les principales voies de communication routière qui traversent toutes deux le bourg sont la route départementale D8 qui mène vers le nord-nord-est à Villandraut et au-delà à Langon et vers le sud à Callen dans le département des Landes et la route départementale D115 qui mène vers le nord-ouest vers Saint-Symphorien et vers le sud-est à Cazalis et Lucmau.
L'accès le plus proche à l'autoroute A62 (Bordeaux-Toulouse) est le no 3 de Langon distant de 28 km par la route vers le nord-nord-est.

L'accès no 2 de Captieux à l'autoroute A65 (Langon-Pau) se situe à 23 km vers le sud-est tandis que le  no 1 de Bazas se situe à 24 km au nord-est.
La gare SNCF la plus proche est celle, distante de 29 km par la route vers le nord-nord-est, de Langon sur la ligne Bordeaux-Sète du TER Nouvelle-Aquitaine.

### Risques majeurs
Le territoire de la commune de Bourideys est vulnérable à différents aléas naturels : météorologiques (tempête, orage, neige, grand froid, canicule ou sécheresse), inondations, feux de forêts et séisme (sismicité très faible). Un site publié par le BRGM permet d'évaluer simplement et rapidement les risques d'un bien localisé soit par son adresse soit par le numéro de sa parcelle.
La commune a été reconnue en état de catastrophe naturelle au titre des dommages causés par les inondations et coulées de boue survenues en 1982, 1999 et 2009,.
Bourideys est exposée au risque de feu de forêt. Depuis le 20 avril 2016, les départements de la Gironde, des Landes et de Lot-et-Garonne disposent d’un règlement interdépartemental de protection de la forêt contre les incendies. Ce règlement vise à mieux prévenir les incendies de forêt, à faciliter les interventions des services et à limiter les conséquences, que ce soit par le débroussaillement, la limitation de l’apport du feu ou la réglementation des activités en forêt. Il définit en particulier cinq niveaux de vigilance croissants auxquels sont associés différentes mesures,.

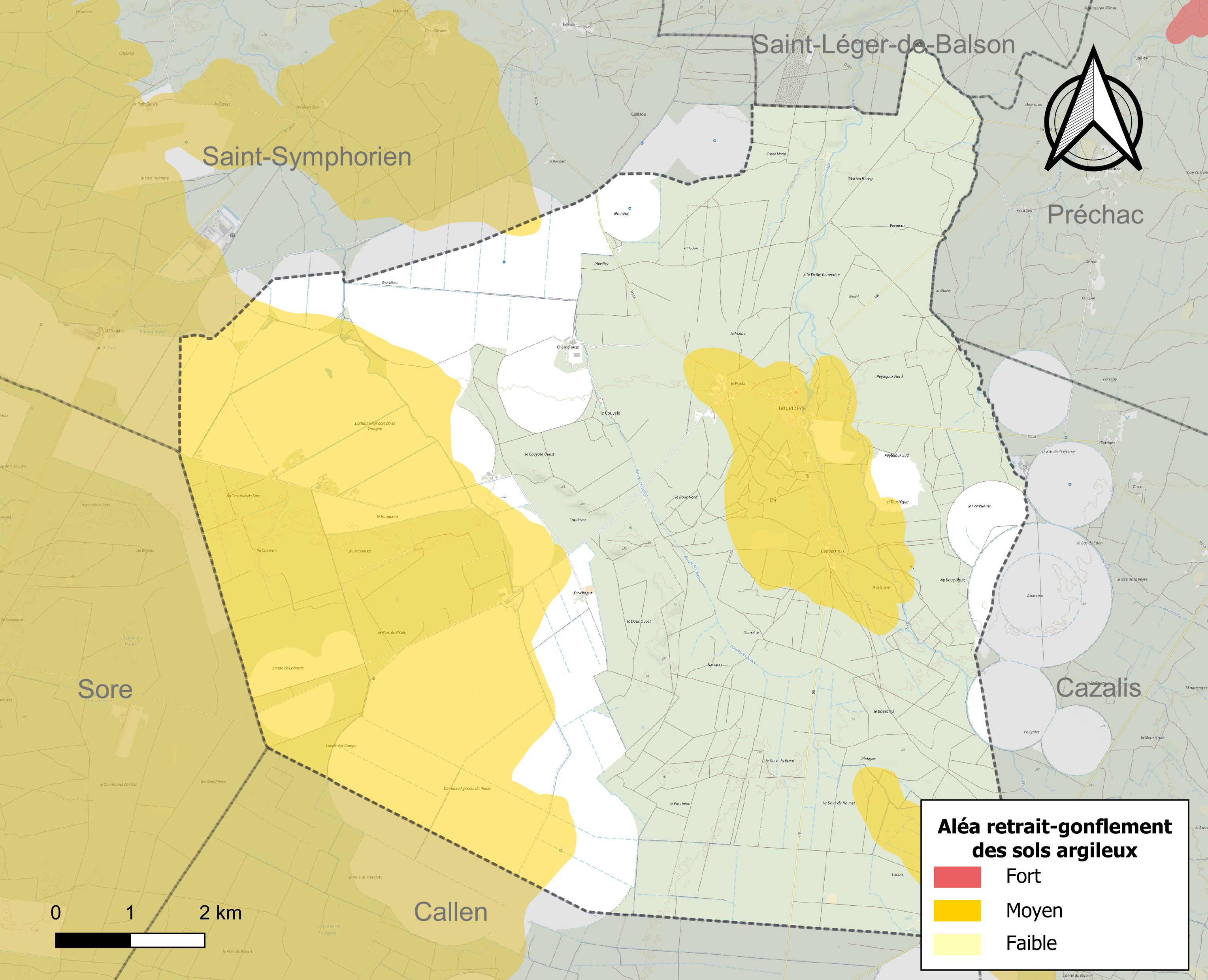
Carte des zones d'aléa retrait-gonflement des sols argileux de Bourideys.

Le retrait-gonflement des sols argileux est susceptible d'engendrer des dommages importants aux bâtiments en cas d’alternance de périodes de sécheresse et de pluie. 37,5 % de la superficie communale est en aléa moyen ou fort (67,4 % au niveau départemental et 48,5 % au niveau national). Sur les 58 bâtiments dénombrés sur la commune en 2019, 46 sont en aléa moyen ou fort, soit 79 %, à comparer aux 84 % au niveau départemental et 54 % au niveau national. Une cartographie de l'exposition du territoire national au retrait gonflement des sols argileux est disponible sur le site du BRGM,.
Par ailleurs, afin de mieux appréhender le risque d’affaissement de terrain, l'inventaire national des cavités souterraines permet de localiser celles situées sur la commune.
Concernant les mouvements de terrains, la commune a été reconnue en état de catastrophe naturelle au titre des dommages causés par des mouvements de terrain en 1999.

## Toponymie
Le nom de la commune est issu de borde, bourde ou bourdil qui désigne une métairie, une grange ou une remise,.

En gascon, le nom de la commune se dit Boridèirs.

## Histoire
Paroisse attestée dès le Moyen Âge, elle relève de la seigneurie de Cazeneuve, elle-même possession de la maison d'Albret.
À la Révolution, la paroisse Saint-Michel de Bourideys, annexe de la paroisse Notre-Dame de Cazalis, forme la commune de Bourideys.
Le village, anciennement implanté en bordure du Ballion, a été entièrement rebâti au milieu du XIXe siècle et de la pinède ; à l'exception de l'auberge sise au centre du bourg qui date du début du XIXe siècle, mairie, église, cure et les quelques maisons environnantes sont relativement récentes.

## Politique et administration
| Période                                  | Période  | Identité           | Étiquette | Qualité   |
| ---------------------------------------- | -------- | ------------------ | --------- | --------- |
| mars 1976                                | 2008     | Bernard donnève    |           |           |
| mars 2008                                | 2020     | Marianne Labouille |           | Retraitée |
| mai 2020                                 | En cours | Mireille Morlet    |           |           |
| Les données manquantes sont à compléter. |          |                    |           |           |

### Communauté de communes
Le 1er janvier 2014, la communauté de communes du canton de Villandraut ayant été supprimée, la commune de Bourideys s'est retrouvée intégrée à la communauté de communes du Sud Gironde siégeant à Mazères.

## Démographie
| 1800 | 1806 | 1821 | 1831 | 1836 | 1841 | 1846 | 1851 | 1856 |
| ---- | ---- | ---- | ---- | ---- | ---- | ---- | ---- | ---- |
| 374  | 321  | 391  | 413  | 391  | 403  | 414  | 400  | 402  |

| 1861 | 1866 | 1872 | 1876 | 1881 | 1886 | 1891 | 1896 | 1901 |
| ---- | ---- | ---- | ---- | ---- | ---- | ---- | ---- | ---- |
| 416  | 437  | 410  | 408  | 369  | 337  | 339  | 313  | 317  |

| 1906 | 1911 | 1921 | 1926 | 1931 | 1936 | 1946 | 1954 | 1962 |
| ---- | ---- | ---- | ---- | ---- | ---- | ---- | ---- | ---- |
| 327  | 324  | 277  | 295  | 276  | 205  | 174  | 72   | 66   |

| 1968 | 1975 | 1982 | 1990 | 1999 | 2004 | 2006 | 2009 | 2014 |
| ---- | ---- | ---- | ---- | ---- | ---- | ---- | ---- | ---- |
| 86   | 73   | 76   | 99   | 84   | 85   | 86   | 90   | 77   |

| 2019 | 2022 | - | - | - | - | - | - | - |
| ---- | ---- | - | - | - | - | - | - | - |
| 93   | 100  | - | - | - | - | - | - | - |

## Culture locale et patrimoine

### Lieux et monuments
- L'église Saint-Michel actuelle, reconstruite au XIXe siècle est d'inspiration néoclassique.

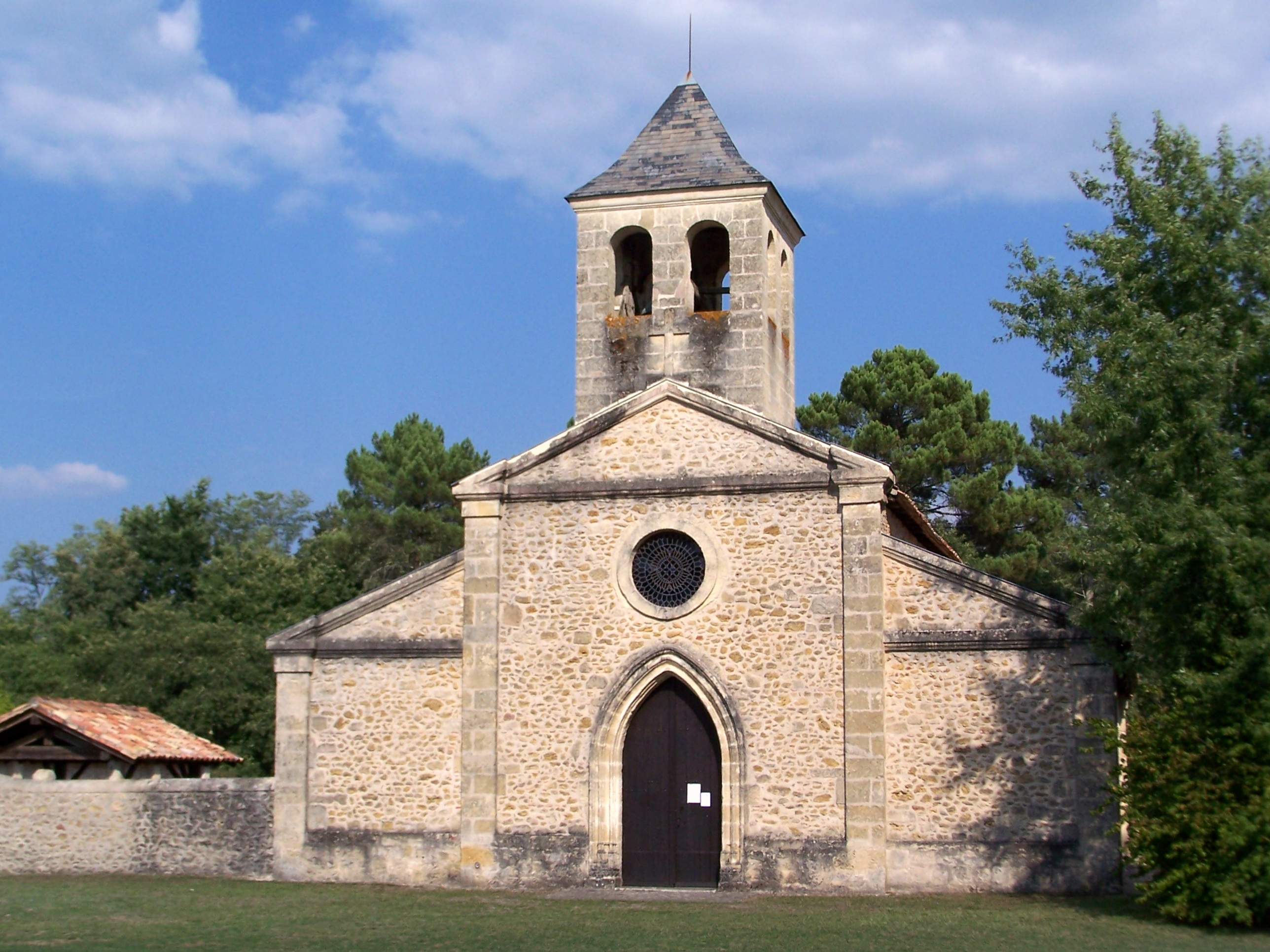
Façade ouest de l'église Saint-Michel (août 2013)
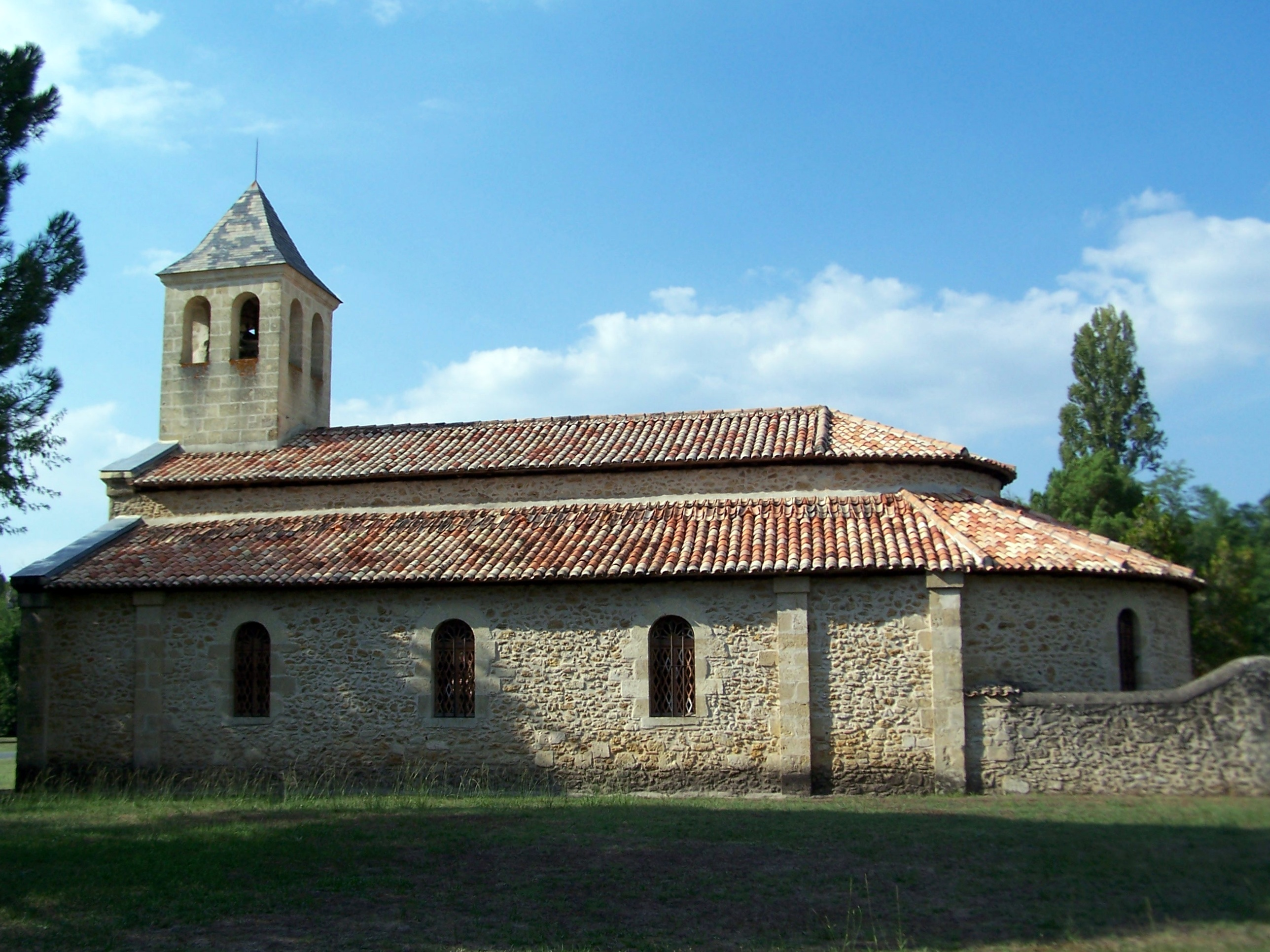
Vue latérale sud (août 2013)
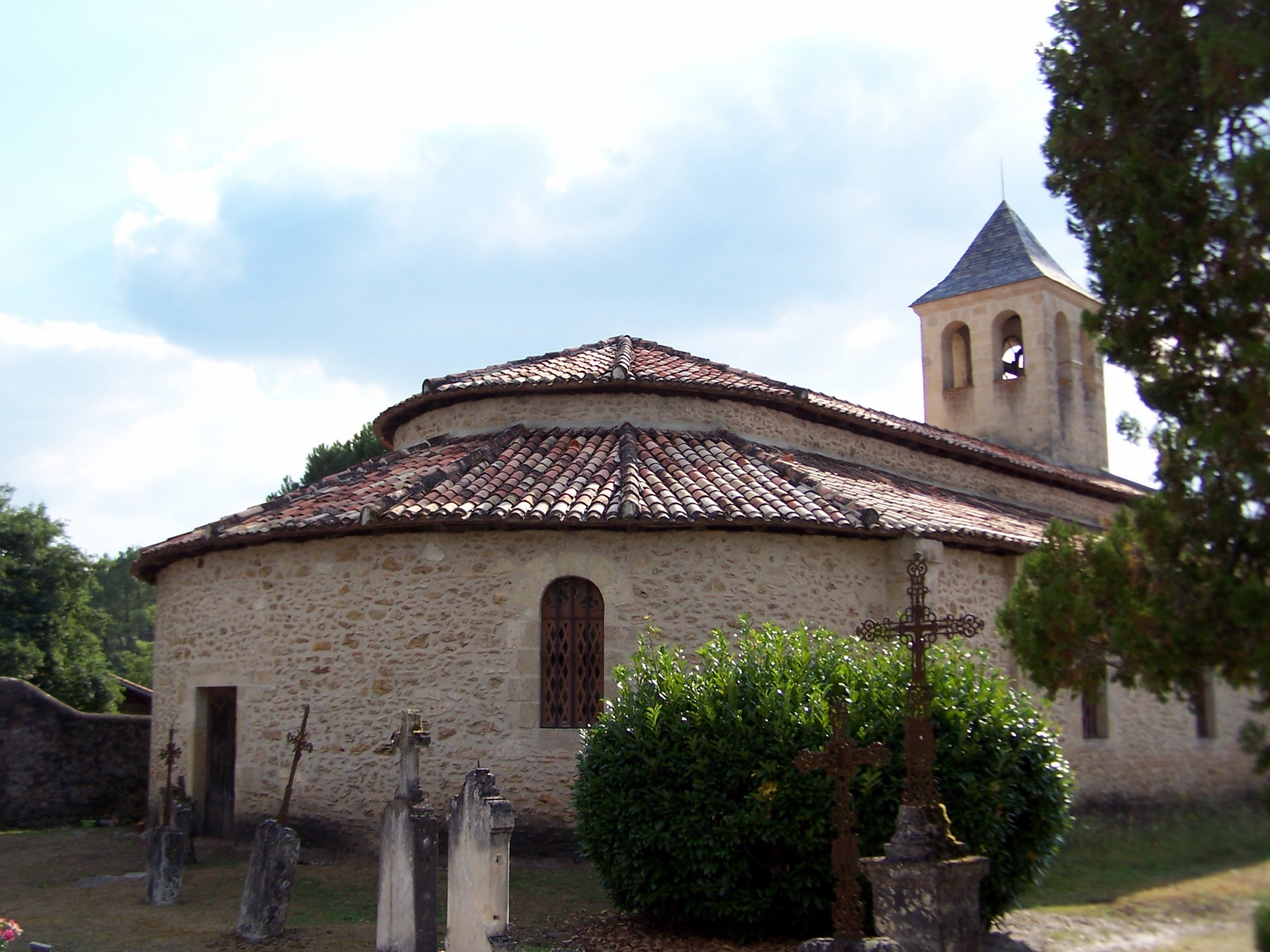
Le chevet (août 2013)
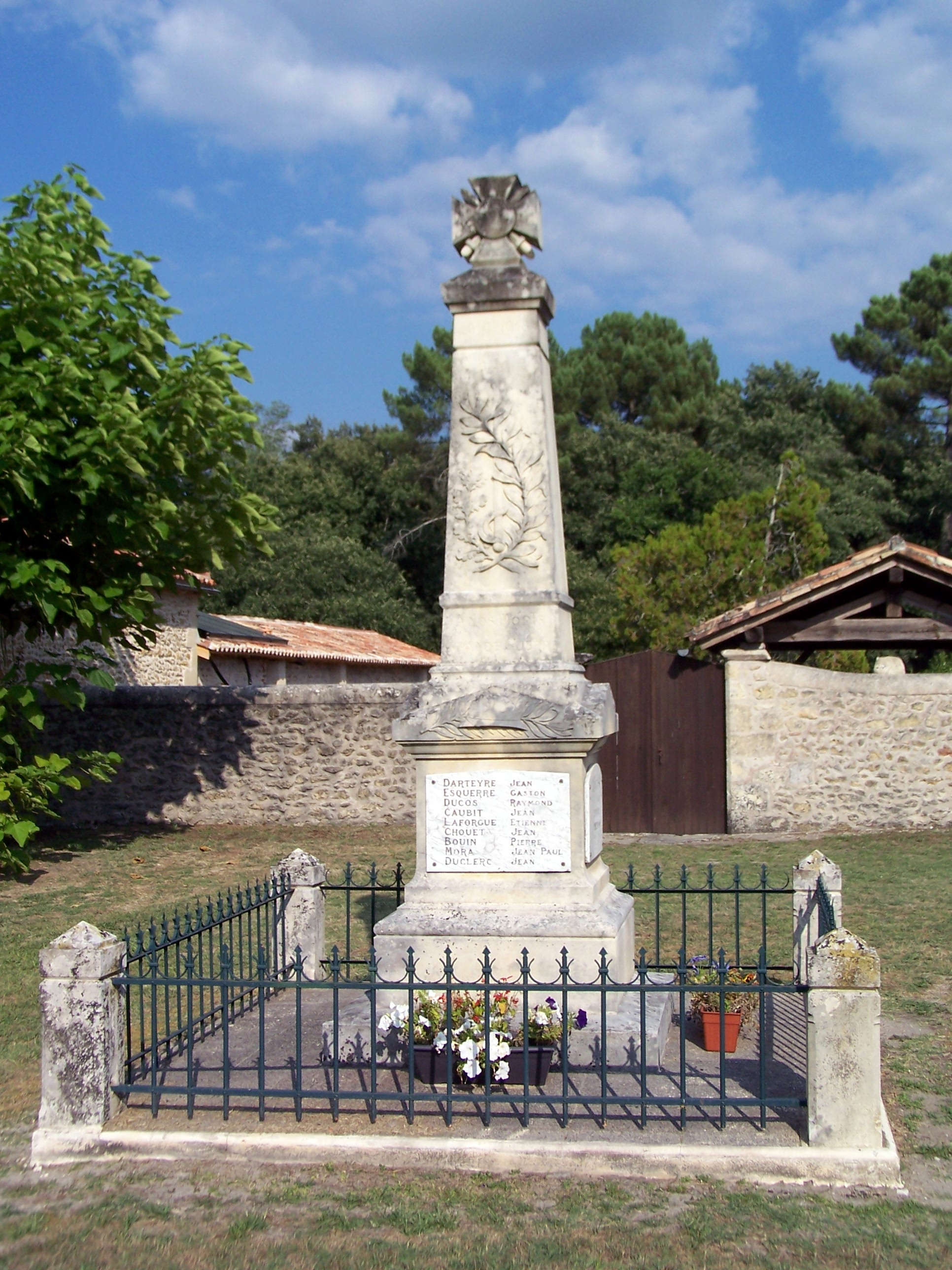
Le monument aux morts près de l'église (août 2013)

### Personnalités liées à la commune
- François Mauriac situe une petite partie de l'action de son roman Le Mystère Frontenac, écrit en 1932, à Bourideys où la famille des héros possède une maison.

### Héraldique
| Blason de Bourideys | Blason  | Parti : au 1er d'azur à un dragon d'or, au 2d d'argent à un pin maritime au naturel ; le tout sommé d'un chef de gueules chargé d'un léopard d'or armé et lampassé d'azur.                                   |
| Blason de Bourideys | Détails | Le léopard est repris du blason du département. Le dragon est l'attribut de saint Michel, patron de la paroisse locale, et le pin évoque la forêt des Landes. Création Jean-François Binon, adoptée en 2021. |